# Coppa Italia 2000-2001
La Coppa Italia 2000-2001 è stata la 54ª edizione della manifestazione calcistica. È iniziata il 13 agosto 2000 e si è conclusa il 13 giugno 2001.
È stata vinta dalla Fiorentina, che la aggiunge alle altre cinque vinte nel 1939-1940, nel 1960-1961, nel 1965-1966, nel 1974-1975 e nel 1995-1996.

## Formula del torneo
Alla 54ª edizione della Coppa Italia partecipano 48 squadre: tutte quelle di A e B, le quattro retrocesse dall'ultimo campionato cadetto, le quattro sconfitte ai play-off di C1 e le due finaliste della precedente Coppa Italia di C.
Le prime otto dell'ultimo campionato di A partono dagli ottavi di finale. Le squadre classificate dal nono al quattordicesimo posto dell'ultimo campionato di A più le prime due dell'ultimo campionato cadetto partono dal secondo turno. Le 32 società restanti sono divise in 8 gironi da 4 squadre l'uno, con la formula del turno unico: le prime classificate superano questa fase.

A partire dal secondo turno, le gare sono strutturate in un doppio confronto: sono pertanto validi la regola dei gol fuori casa, i tempi supplementari e i tiri di rigore.

## Fase a gironi

### Girone 1
| Squadra      | P.ti | G | V | N | P | GF | GS | DR |
| ------------ | ---- | - | - | - | - | -- | -- | -- |
| 1. Piacenza  | 9    | 3 | 3 | 0 | 0 | 7  | 1  | +6 |
| 2. Chievo    | 6    | 3 | 2 | 0 | 1 | 6  | 6  | 0  |
| 3. Monza     | 1    | 3 | 0 | 1 | 2 | 2  | 4  | -2 |
| 4. Viterbese | 1    | 3 | 0 | 1 | 2 | 3  | 7  | -4 |

| Arbitro: | Castellani (Verona) |

|  |           |               |
|  | Marcatori | 39’ Lucarelli |

| Arbitro: | Morganti (Ascoli Piceno) |

|                         |           |                                           |
| Di Bin 50’ La Canna 66’ | Marcatori | 33’, 85’ (rig.) Corini 90+1’ Franceschini |

| Arbitro: | Cassarà (Palermo) |

|                  |           |           |
| Cerbone 21’, 68’ | Marcatori | 90’ Ganci |

| Arbitro: | Dondarini (Finale Emilia) |

|                                 |           |  |
| Caccia 12’, 45+2’ Gilardino 49’ | Marcatori |  |

| Arbitro: | Preschern (Mestre) |

|            |           |                                   |
| Corradi 2’ | Marcatori | 23’ Caccia 27’ Gautieri 37’ Tosto |

| Arbitro: | Pieri (Genova) |

|            |           |           |
| Mazzeo 10’ | Marcatori | 25’ Russo |

### Girone 2
| Squadra      | P.ti | G | V | N | P | GF | GS | DR |
| ------------ | ---- | - | - | - | - | -- | -- | -- |
| 1. Sampdoria | 9    | 3 | 3 | 0 | 0 | 8  | 4  | +4 |
| 2. Empoli    | 4    | 3 | 1 | 1 | 1 | 8  | 7  | +1 |
| 3. Fermana   | 4    | 3 | 1 | 1 | 1 | 3  | 4  | -1 |
| 4. Crotone   | 0    | 3 | 0 | 0 | 3 | 2  | 6  | -4 |

| Arbitro: | Pirrone (Messina) |

|                    |           |                                  |
| Ambrosi 55’ (rig.) | Marcatori | 23’, 61’ Bresciano 60’ Di Natale |

| Arbitro: | Bertini (Arezzo) |

|  |           |                        |
|  | Marcatori | 29’ Jovičić 56’ Vasari |

| Arbitro: | Trefoloni (Siena) |

|                                     |           |                           |
| Maccarone 63’ Cappellini 75’ (rig.) | Marcatori | 9’ Lemme 83’ Di Salvatore |

| Arbitro: | Nucini (Bergamo) |

|                  |           |                |
| Jovičić 13’, 67’ | Marcatori | 38’ Pagliarini |

| Arbitro: | Palmieri (Cosenza) |

|  |           |              |
|  | Marcatori | 55’ Pandolfi |

| Arbitro: | Rosetti (Torino) |

|                                                  |           |                                          |
| Jovičić 24’ Casale 37’ Marcolin 67’ Esposito 84’ | Marcatori | 4’ Marchionni 18’ Maccarone 83’ Iacopino |

### Girone 3
| Squadra      | P.ti | G | V | N | P | GF | GS | DR |
| ------------ | ---- | - | - | - | - | -- | -- | -- |
| 1. Atalanta  | 7    | 3 | 2 | 1 | 0 | 5  | 2  | +3 |
| 2. Pistoiese | 4    | 3 | 1 | 1 | 1 | 4  | 6  | -2 |
| 3. Ravenna   | 3    | 3 | 1 | 0 | 2 | 5  | 5  | 0  |
| 4. Avellino  | 3    | 3 | 1 | 0 | 2 | 7  | 8  | -1 |

| Arbitro: | Cassarà (Palermo) |

|              |           |                               |
| Piccioni 46’ | Marcatori | 14’ Ganz 38’ Ventola 71’ Doni |

| Arbitro: | Soffritti (Ferrara) |

|               |           |                                        |
| Cristante 87’ | Marcatori | 26’ (rig.) Allegri 50’ (rig.) Aglietti |

| Arbitro: | Preschern (Mestre) |

|                 |           |  |
| Doni 31’ (rig.) | Marcatori |  |

| Arbitro: | Bertini (Arezzo) |

|              |           |                                               |
| Bellotto 70’ | Marcatori | 47’, 55’ Mascara 65’ Piccioni 90+3’ Capezzuto |

| Arbitro: | Morganti (Ascoli Piceno) |

|                                        |           |                 |
| Gelsi 11’ Murgita 29’, 37’ Čomakov 78’ | Marcatori | 26’, 64’ Gulino |

| Arbitro: | Bonfrisco (Monza) |

|           |           |              |
| Zauri 45’ | Marcatori | 87’ Bizzarri |

### Girone 4
| Squadra        | P.ti | G | V | N | P | GF | GS | DR |
| -------------- | ---- | - | - | - | - | -- | -- | -- |
| 1. Salernitana | 9    | 3 | 3 | 0 | 0 | 4  | 1  | +3 |
| 2. Cagliari    | 4    | 3 | 1 | 1 | 1 | 6  | 4  | +2 |
| 3. Ascoli      | 2    | 3 | 0 | 2 | 1 | 3  | 4  | -1 |
| 4. Cittadella  | 1    | 3 | 0 | 1 | 2 | 1  | 5  | -4 |

| Arbitro: | Dondarini (Finale Emilia) |

|             |           |            |
| Fontana 25’ | Marcatori | 63’ Scarpa |

| Arbitro: | Ayroldi (Molfetta) |

|                                   |           |            |
| Di Michele 70’ (rig.) Tedesco 82’ | Marcatori | 67’ Mayélé |

| Arbitro: | Palmieri (Cosenza) |

|  |           |                |
|  | Marcatori | 37’ Di Michele |

| Arbitro: | Gabriele (Frosinone) |

|                         |           |                              |
| Suazo 34’ Cammarata 90’ | Marcatori | 26’ (rig.) Amore 57’ Alfieri |

| Arbitro: | Cassarà (Palermo) |

|  |           |                                    |
|  | Marcatori | 1’, 81’ Cammarata 87’ (rig.) Suazo |

| Arbitro: | Trefoloni (Siena) |

|              |           |  |
| Chianese 14’ | Marcatori |  |

### Girone 5
| Squadra    | P.ti | G | V | N | P | GF | GS | DR |
| ---------- | ---- | - | - | - | - | -- | -- | -- |
| 1. Torino  | 7    | 3 | 2 | 1 | 0 | 8  | 4  | +4 |
| 2. Ternana | 5    | 3 | 1 | 2 | 0 | 5  | 4  | +1 |
| 3. Varese  | 3    | 3 | 1 | 0 | 2 | 2  | 5  | -3 |
| 4. Cesena  | 1    | 3 | 0 | 1 | 2 | 3  | 5  | -2 |

| Arbitro: | Zaltron (Bassano del Grappa) |

|                  |           |               |
| Balli 36’ (aut.) | Marcatori | 49’ Teodorani |

| Arbitro: | Nucini (Bergamo) |

|  |           |                                |
|  | Marcatori | 18’, 86’ Schwoch 80’ Tricarico |

| Arbitro: | Bonfrisco (Monza) |

|                                |           |                 |
| Maspero 13’ Schwoch 86’ (rig.) | Marcatori | 39’ Campolonghi |

| Arbitro: | Morganti (Ascoli Piceno) |

|          |           |  |
| Ripa 59’ | Marcatori |  |

| Arbitro: | Dondarini (Finale Emilia) |

|               |           |                      |
| Chiaretti 84’ | Marcatori | 65’ Comi 90’ Gheller |

| Arbitro: | Serena (Bassano del Grappa) |

|                                     |           |                                  |
| Schwoch 21’ (rig.), 53’, 62’ (rig.) | Marcatori | 10’ Ripa 50’ Grabbi 75’ Adeshina |

### Girone 6
| Squadra    | P.ti | G | V | N | P | GF | GS | DR |
| ---------- | ---- | - | - | - | - | -- | -- | -- |
| 1. Venezia | 7    | 3 | 2 | 1 | 0 | 4  | 2  | +2 |
| 2. Pescara | 5    | 3 | 1 | 2 | 0 | 7  | 6  | +1 |
| 3. Savoia  | 3    | 3 | 1 | 0 | 2 | 5  | 6  | -1 |
| 4. Siena   | 1    | 3 | 0 | 1 | 2 | 2  | 4  | -2 |

| Arbitro: | Gabriele (Frosinone) |

|            |           |             |
| Artico 49’ | Marcatori | 76’ Maniero |

| Arbitro: | Palmieri (Cosenza) |

|            |           |  |
| Fresta 16’ | Marcatori |  |

| Arbitro: | Pieri (Genova) |

|                            |           |                         |
| Tiribocchi 41’ Arcadio 45’ | Marcatori | 47’ Giampaolo 70’ Tisci |

| Arbitro: | Zaltron (Bassano del Grappa) |

|                           |           |           |
| Di Napoli 26’ Maniero 57’ | Marcatori | 6’ Frezza |

| Arbitro: | Paparesta (Bari) |

|                                       |           |                                              |
| Fresta 17’, 78’ (rig.) Puccinelli 36’ | Marcatori | 21’ (rig.), 45’ Tisci 65’ Vukoja 86’ Rachini |

| Arbitro: | Saccani (Mantova) |

|             |           |  |
| Bazzani 30’ | Marcatori |  |

### Girone 7
| Squadra    | P.ti | G | V | N | P | GF | GS | DR |
| ---------- | ---- | - | - | - | - | -- | -- | -- |
| 1. Cosenza | 7    | 3 | 2 | 1 | 0 | 3  | 0  | +3 |
| 2. Genoa   | 4    | 3 | 1 | 1 | 1 | 4  | 4  | 0  |
| 3. Ancona  | 3    | 3 | 1 | 0 | 2 | 2  | 4  | -2 |
| 4. Pisa    | 2    | 3 | 0 | 2 | 1 | 3  | 4  | -1 |

| Arbitro: | Fausti (Milano) |

|                                 |           |                                           |
| Francioso 15’ (rig.) Nicola 68’ | Marcatori | 10’ (rig.), 84’ (rig.) Baggio 90’ Corallo |

| Pisa 13 agosto 2000, ore 20:45 CEST 1ª giornata | Pisa           | 0 – 0 referto | Cosenza | Stadio Arena Garibaldi (4.500 spett.)\| Arbitro: \| Pieri (Genova) \| |
| Arbitro:                                        | Pieri (Genova) |               |         |                                                                       |

| Arbitro: | Ayroldi (Molfetta) |

|                                  |           |                |
| Baggio 39’ (rig.) Biancolino 87’ | Marcatori | 90+1’ Farssane |

| Arbitro: | Pirrone (Messina) |

|                         |           |  |
| Aurellio 21’ Pisano 55’ | Marcatori |  |

| Arbitro: | Soffritti (Ferrara) |

|  |           |            |
|  | Marcatori | 80’ Pisano |

| Arbitro: | Rossi (Ciampino) |

|                               |           |                           |
| Mastrolilli 28’ Del Prato 42’ | Marcatori | 43’ Carparelli 51’ Grieco |

### Girone 8
| Squadra            | P.ti | G | V | N | P | GF | GS | DR |
| ------------------ | ---- | - | - | - | - | -- | -- | -- |
| 1. Brescia         | 6    | 3 | 2 | 0 | 1 | 3  | 2  | +1 |
| 2. Alzano Virescit | 4    | 3 | 1 | 1 | 1 | 4  | 4  | 0  |
| 3. Brescello       | 4    | 3 | 1 | 1 | 1 | 2  | 2  | 0  |
| 4. Treviso         | 3    | 3 | 1 | 0 | 2 | 2  | 3  | -1 |

| Arbitro: | Trefoloni (Siena) |

|                    |           |             |
| Ferrari 82’ (rig.) | Marcatori | 4’ Catanese |

| Arbitro: | Bonfrisco (Monza) |

|            |           |  |
| Hübner 47’ | Marcatori |  |

| Arbitro: | Castellani (Verona) |

|  |           |                   |
|  | Marcatori | 60’ (rig.) Hübner |

| Arbitro: | Soffritti (Ferrara) |

|                 |           |                    |
| Rocchi 18’, 39’ | Marcatori | 50’ (rig.) Ferrari |

| Arbitro: | Zaltron (Bassano del Grappa) |

|            |           |  |
| Corradi 6’ | Marcatori |  |

| Arbitro: | Fausti (Milano) |

|                   |           |                     |
| Hübner 75’ (rig.) | Marcatori | 22’ Sala 30’ Grossi |

## Secondo turno
| Squadra 1   | Totale | Squadra 2    | Andata       | Ritorno         |
| ----------- | ------ | ------------ | ------------ | --------------- |
|             |        |              | 27 ago. 2000 | 6 set. 2000     |
| Atalanta    | 3 - 0  | Reggina      | 2 - 0        | 1 - 0           |
| Brescia     | 3 - 3  | L.R. Vicenza | 2 - 1        | 1 - 2 (5-4 dtr) |
| Cosenza     | 1 - 3  | Lecce        | 0 - 2        | 1 - 1           |
| Piacenza    | 4 - 3  | Verona       | 2 - 1        | 2 - 2           |
| Sampdoria   | 1 - 0  | Napoli       | 1 - 0        | 0 - 0           |
| Salernitana | 2 - 2  | Perugia      | 1 - 0        | 1 - 2           |
| Torino      | 2 - 1  | Bari         | 2 - 1        | 0 - 0           |
| Venezia     | 3 - 2  | Bologna      | 2 - 2        | 1 - 0           |

### Andata
| Arbitro: | Serena (Bassano del Grappa) |

|                        |           |  |
| Rossini 41’ Donati 63’ | Marcatori |  |

| Arbitro: | Tombolini (Ancona) |

|                                 |           |                  |
| Hübner 40’ Orlandini 77’ (rig.) | Marcatori | 90+2’ Bernardini |

| Arbitro: | Bolognino (Milano) |

|  |           |                   |
|  | Marcatori | 22’, 68’ Vugrinec |

| Arbitro: | Braschi (Prato) |

|                             |           |              |
| Gautieri 74’ Tramezzani 82’ | Marcatori | 50’ Adailton |

| Arbitro: | Collina (Viareggio) |

|            |           |  |
| Vasari 32’ | Marcatori |  |

| Arbitro: | Rodomonti (Teramo) |

|              |           |  |
| Chianese 33’ | Marcatori |  |

| Arbitro: | Racalbuto (Gallarate) |

|                       |           |                 |
| Schwoch 37’ Pinga 47’ | Marcatori | 70’ De Gregorio |

| Arbitro: | Pellegrino (Barcellona Pozzo di Gotto) |

|                                 |           |                                 |
| Di Napoli 11’ (rig.) Sotgia 27’ | Marcatori | 6’ (rig.) Signori 72’ Locatelli |

### Ritorno
| Arbitro: | Paparesta (Bari) |

|  |           |            |
|  | Marcatori | 79’ Zenoni |

| Arbitro: | Treossi (Forlì) |

|                                           |                      |                                                    |
| Cardone 11’ Luiso 30’ (rig.)              | Marcatori            | 66’ (rig.) Hübner                                  |
| Longo Zauli Cardone Fattori Luiso Crovari | Tiri di rigore 4 – 5 | Filippini Koźmiński Türkyılmaz Calori Hübner Diana |

| Arbitro: | Gabriele (Frosinone) |

|               |           |              |
| Lucarelli 38’ | Marcatori | 67’ Imbriani |

| Arbitro: | Preschern (Mestre) |

|                     |           |                               |
| Mutu 1’ Mazzola 55’ | Marcatori | 73’ Gilardino 111’ Tramezzani |

| Avellino 7 settembre 2000, ore 20.45 CEST | Napoli              | 0 – 0 referto | Sampdoria | Stadio Partenio\| Arbitro: \| Borriello (Mantova) \| |
| Arbitro:                                  | Borriello (Mantova) |               |           |                                                      |

| Arbitro: | Alfredo Trentalange (Torino) |

|                       |           |             |
| Monaco 10’ Bucchi 65’ | Marcatori | 6’ Chianese |

| Bari 6 settembre 2000, ore 20:45 CEST | Bari               | 0 – 0 referto | Torino | Stadio San Nicola (3.278 spett.)\| Arbitro: \| Tombolini (Ancona) \| |
| Arbitro:                              | Tombolini (Ancona) |               |        |                                                                      |

| Arbitro: | Cesari (Genova) |

|  |           |            |
|  | Marcatori | 68’ Conteh |

## Ottavi di finale
| Squadra 1   | Totale | Squadra 2  | Andata       | Ritorno      |
| ----------- | ------ | ---------- | ------------ | ------------ |
|             |        |            | 17 set. 2000 | 24 set. 2000 |
| Brescia     | 2 - 1  | Juventus   | 0 - 0        | 2 - 1        |
| Inter       | 4 - 2  | Lecce      | 1 - 1        | 3 - 1        |
| Piacenza    | 2 - 3  | Udinese    | 1 - 1        | 1 - 2        |
| Roma        | 3 - 5  | Atalanta   | 1 - 1        | 2 - 4        |
| Sampdoria   | 3 - 6  | Lazio      | 1 - 1        | 2 - 5        |
| Salernitana | 1 - 8  | Fiorentina | 0 - 5        | 1 - 3        |
| Torino      | 2 - 3  | Milan      | 1 - 3        | 1 - 0        |
| Venezia     | 2 - 6  | Parma      | 1 - 1        | 1 - 5        |

### Andata
| Brescia 16 settembre 2000, ore 18:00 CEST | Brescia         | 0 – 0 referto | Juventus | Stadio Mario Rigamonti (19 451 spett.)\| Arbitro: \| Braschi (Prato) \| |
| Arbitro:                                  | Braschi (Prato) |               |          |                                                                         |

| Arbitro: | Cassarà (Palermo) |

|               |           |              |
| Di Biagio 20’ | Marcatori | 42’ Vugrinec |

| Arbitro: | Trentalange (Torino) |

|             |           |              |
| Piovani 63’ | Marcatori | 56’ Esposito |

| Arbitro: | Pellegrino (Barcellona Pozzo di Gotto) |

|              |           |             |
| Montella 25’ | Marcatori | 48’ Bellini |

| Arbitro: | Messina (Bergamo) |

|            |           |          |
| Flachi 82’ | Marcatori | 8’ Salas |

| Arbitro: | Collina (Viareggio) |

|  |           |                                                 |
|  | Marcatori | 4’, 10’, 35’ Nuno Gomes 38’ Mijatović 79’ Rossi |

| Arbitro: | Borriello (Mantova) |

|           |           |                                        |
| Pinga 74’ | Marcatori | 42’, 89’ Guglielminpietro 60’ Bierhoff |

| Arbitro: | Bertini (Arezzo) |

|               |           |             |
| Valtolina 43’ | Marcatori | 58’ Di Vaio |

### Ritorno
| Arbitro: | Cesari (Genova) |

|           |           |                 |
| Conte 22’ | Marcatori | 47’, 73’ Hübner |

| Arbitro: | Rosetti (Torino) |

|                      |           |                                  |
| Lucarelli 10’ (rig.) | Marcatori | 67’ Córdoba 71’ Keane 75’ Recoba |

| Arbitro: | Tombolini (Ancona) |

|                        |           |             |
| Walem 10’ Bertotto 88’ | Marcatori | 24’ Zerbini |

| Arbitro: | Collina (Viareggio) |

|                                        |           |                                 |
| Ganz 9’, 56’ Bellini 63’ Pinardi 90+3’ | Marcatori | 20’ Montella 90+1’ (rig.) Totti |

| Arbitro: | Pellegrino (Barcellona Pozzo di Gotto) |

|                                                         |           |                       |
| Lombardo 39’, 40’ Ravanelli 48’, 83’ (rig.) Sensini 65’ | Marcatori | 17’ Vasari 73’ Flachi |

| Arbitro: | Soffritti (Ferrara) |

|                                              |           |             |
| Mijatović 10’ Vanoli 48’ Chiesa 90+1’ (rig.) | Marcatori | 89’ Guidoni |

| Arbitro: | Saccani (Mantova) |

|  |           |                    |
|  | Marcatori | 14’ (rig.) Schwoch |

| Arbitro: | Bertini (Arezzo) |

|                                                                            |           |                   |
| Micoud 18’ Marcio Amoroso 41’, 51’ (rig.) Milošević 48’ (rig.) Di Vaio 89’ | Marcatori | 55’ De Franceschi |

## Quarti di finale
| Squadra 1  | Totale | Squadra 2 | Andata       | Ritorno      |
| ---------- | ------ | --------- | ------------ | ------------ |
|            |        |           | 29 nov. 2000 | 13 dic. 2000 |
| Lazio      | 3 - 5  | Udinese   | 2 - 1        | 1 - 4        |
| Parma      | 6 - 1  | Inter     | 6 - 1        | 0 - 0        |
| Milan      | 5 - 4  | Atalanta  | 4 - 2        | 1 - 2        |
| Fiorentina | 7 - 3  | Brescia   | 6 - 0        | 1 - 3        |

### Andata
| Arbitro: | Racalbuto (Gallarate) |

|                          |           |               |
| Stanković 86’ Nedvěd 87’ | Marcatori | 48’ Margiotta |

| Arbitro: | Trentalange (Torino) |

|                                                                                   |           |            |
| Serena 18’ (aut.) Micoud 33’ Montaño 34’ Marcio Amoroso 39’ Appiah 53’ Sartor 59’ | Marcatori | 43’ Recoba |

| Arbitro: | Farina (Novi Ligure) |

|                                                     |           |                           |
| Leonardo 30’, 65’ José Mari 54’ (rig.) Ševčenko 88’ | Marcatori | 20’ Ganz 45’ (rig.) Nappi |

| Arbitro: | Pellegrino (Barcellona Pozzo di Gotto) |

|                                                            |           |  |
| Leandro 28’, 64’ Bressan 35’ Chiesa 39’, 57’ Rui Costa 72’ | Marcatori |  |

### Ritorno
| Arbitro: | Farina (Novi Ligure) |

|                                       |           |                       |
| Sottil 2’ Margiotta 8’, 80’ Walem 90’ | Marcatori | 21’ (rig.) Mihajlović |

| Milano 14 dicembre 2000, ore 21:00 CET | Inter                        | 0 – 0 referto | Parma | Stadio Giuseppe Meazza\| Arbitro: \| Zaltron (Bassano del Grappa) \| |
| Arbitro:                               | Zaltron (Bassano del Grappa) |               |       |                                                                      |

| Arbitro: | Paparesta (Bari) |

|                    |           |           |
| Nappi 14’ Doni 90’ | Marcatori | 20’ Boban |

| Arbitro: | Zaltron (Bassano del Grappa) |

|                                            |           |             |
| Yllana 45’ Orlandini 70’ (rig.) Correa 82’ | Marcatori | 53’ Leandro |

## Semifinali
| Squadra 1 | Totale | Squadra 2  | Andata       | Ritorno     |
| --------- | ------ | ---------- | ------------ | ----------- |
|           |        |            | 25 gen. 2001 | 7 feb. 2001 |
| Udinese   | 2 - 2  | Parma      | 2 - 1        | 0 - 1       |
| Milan     | 2 - 4  | Fiorentina | 2 - 2        | 0 - 2       |

### Andata
| Arbitro: | Tombolini (Ancona) |

|                    |           |                   |
| Margiotta 75’, 90’ | Marcatori | 6’ Marcio Amoroso |

| Arbitro: | Borriello (Mantova) |

|                            |           |                        |
| Ambrosini 65’ Giunti 90+2’ | Marcatori | 17’ Chiesa 75’ Bressan |

### Ritorno
| Arbitro: | Rodomonti (Teramo) |

|             |           |  |
| Di Vaio 39’ | Marcatori |  |

| Arbitro: | Pellegrino (Barcellona Pozzo di Gotto) |

|                          |           |  |
| Chiesa 42’ Rui Costa 82’ | Marcatori |  |

## Finali
| Squadra 1 | Totale | Squadra 2  | Andata       | Ritorno      |
| --------- | ------ | ---------- | ------------ | ------------ |
|           |        |            | 24 mag. 2001 | 13 giu. 2001 |
| Parma     | 1 - 2  | Fiorentina | 0 - 1        | 1 - 1        |

| Arbitro: | Borriello (Mantova) |

| |            | |
| | Marcatori  | 87’ Vanoli |
| · Matteo Guardalben · Lilian Thuram · Néstor Sensini · Fabio Cannavaro · 72’ Luigi Sartor · Matías Almeyda · Sabri Lamouchi · Junior · Johan Micoud · 81’ Savo Milošević · 62’ Marco Di Vaio · A disposizione: · Davide Micillo · Antonio Benarrivo · Stephen Appiah · 72’ Sérgio Conceição · 81’ Patrick Mboma · 62’ Márcio Amoroso · Stefano Torrisi | Formazioni | · Francesco Toldo · Tomáš Řepka · Daniele Adani · Alessandro Pierini · Emiliano Moretti · Marco Rossi 71’ · Angelo Di Livio · Amaral · Paolo Vanoli · Manuel Rui Costa · Enrico Chiesa · A disposizione: · Giuseppe Taglialatela · Predrag Mijatović · Leandro · Sandro Cois · Nuno Gomes · Giovanni Bartolucci · Mauro Bressan 71’ |
| Renzo Ulivieri | Allenatori | Roberto Mancini |

| Arbitro: | De Santis (Tivoli) |

| |            | |
| Nuno Gomes 65’ | Marcatori  | 39’ Milošević |
| · Francesco Toldo · Tomáš Řepka · Daniele Adani · Alessandro Pierini · 46’ Emiliano Moretti · Marco Rossi · Amaral · Angelo Di Livio · 76’ Paolo Vanoli · Manuel Rui Costa · 89’ Enrico Chiesa · A disposizione: · Giuseppe Taglialatela · 89’ Saliou Lassissi · Predrag Mijatović · Fabio Rossitto · 46’ Nuno Gomes · Christian Amoroso · 76’ Mauro Bressan | Formazioni | · Matteo Guardalben · Luigi Sartor 76’ · Lilian Thuram · Fabio Cannavaro · Junior · Matías Almeyda 82’ · Néstor Sensini · Sabri Lamouchi · Johan Micoud 85’ · Savo Milošević · Marco Di Vaio · A disposizione: · Davide Micillo · Antonio Benarrivo · Stephen Appiah 82’ · Diego Fuser 76’ · Patrick Mboma 85’ · Paolo Cannavaro · Gianluca Falsini |
| Roberto Mancini | Allenatori | Renzo Ulivieri |